# Niels Johan Geil
Niels Johan Geil (født 1959 i Fredericia) er generalsekretær for Youth for Understanding i Danmark, siden 1. september 2011 og tidligere generalsekretær for KFUM Spejderne i Danmark i perioden 2002 til 2011.
Niels Johan er uddannet lærer fra Nørre Nissum Seminarium i 1982, hvorefter han var lærer på Blidstrup Ungdomsskole i perioden 1982-1988. Han blev forstander på Lunderskov Efterskole i perioden 1992-2002.